# Подвигалиха

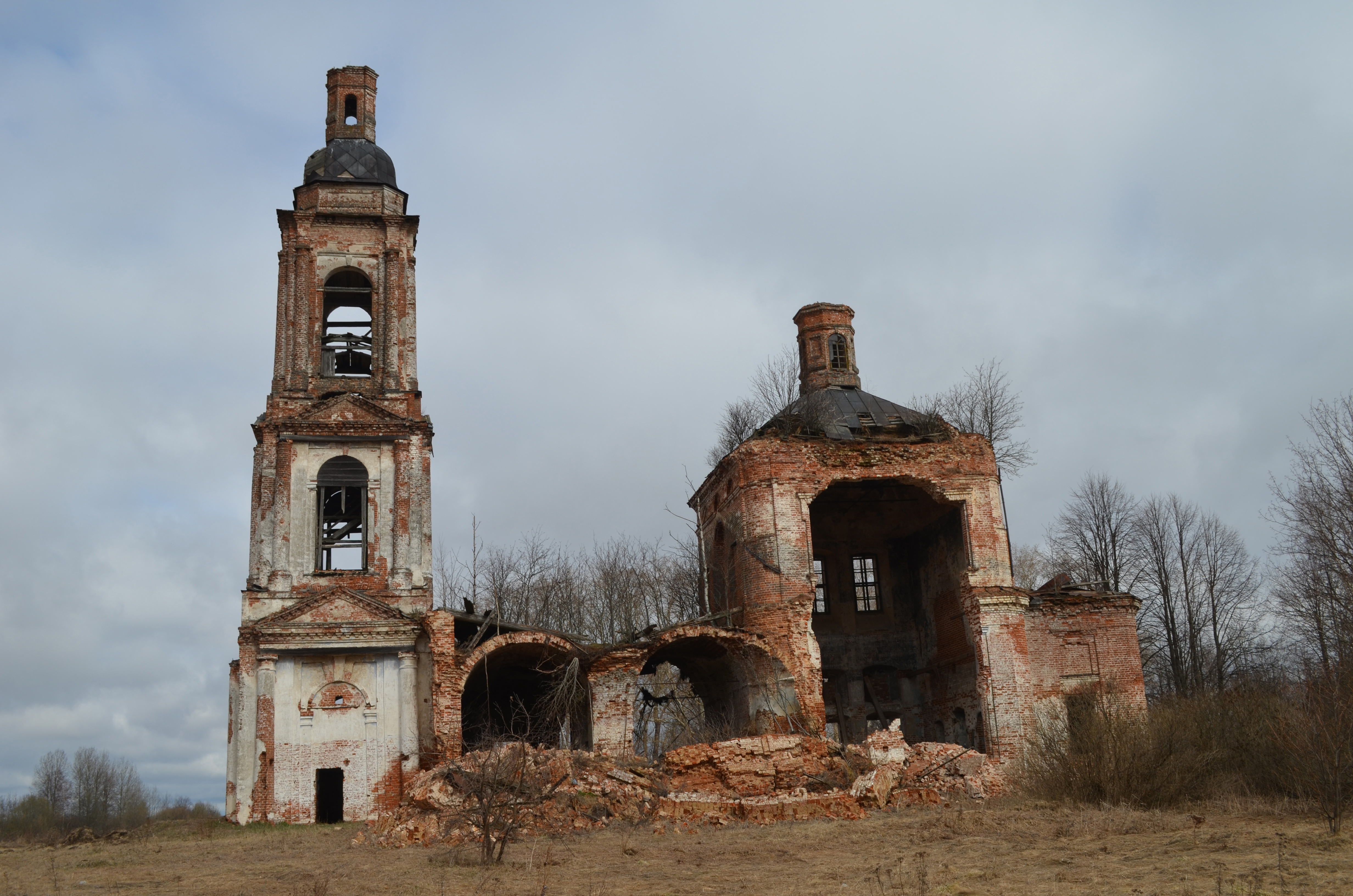
Заброшенная церковь Спаса Преображения

Подвигалиха — деревня в Мантуровском районе Костромской области России, административный центр Подвигалихинского поселения. На уровне муниципального устройства входит в состав городского округа города Мантурово, до 2018 года являлась центром Подвигалихинского сельского поселения Мантуровского муниципального района.

## География
Деревня находится в южной части Костромской области, в пределах Восточно-Европейской равнины, в подзоне южной тайги, на правом берегу реки Унжи, при автодороге 34Р-5, на расстоянии приблизительно 9 километров (по прямой) к северо-северо-востоку от Мантурова, административного центра района. Абсолютная высота — 143 метра над уровнем моря.

### Климат
Климат характеризуется как умеренно континентальный, с продолжительной холодной многоснежной зимой и сравнительно коротким умеренно тёплым дождливым летом. Среднегодовая температура воздуха — 2,2 °C. Средняя температура воздуха самого холодного месяца (января) — −12,9 °C (абсолютный минимум — −50 °C); самого тёплого месяца (июля) — 17,6 °C (абсолютный максимум — 36 °С). Безморозный период длится 112—115 дней. Годовое количество атмосферных осадков — 610 мм, из которых 418 мм выпадает в период с апреля по октябрь. Снежный покров устанавливается в середине ноября и держится в течение 150 дней.

### Часовой пояс
Деревня Подвигалиха, как и вся Костромская область, находится в часовой зоне МСК (московское время). Смещение применяемого времени относительно UTC составляет +3:00.

## Население
| 2008 | 2010 | 2014 |
| ---- | ---- | ---- |
| 162  | ↗174 | ↗211 |

### Национальный состав
Согласно результатам переписи 2002 года, в национальной структуре населения русские составляли 99 % из 239 чел.